# Magnolia clemensiorum
Magnolia clemensiorum är en magnoliaväxtart som beskrevs av James Edgar Dandy. Magnolia clemensiorum ingår i släktet Magnolia och familjen magnoliaväxter. Inga underarter finns listade i Catalogue of Life.